# アクティニオプテリス
アクティニオプテリス Actiniopteris Link 1841, は、イノモトソウ科のシダ植物の1つ。旧世界の熱帯地域を中心に分布するもので、日本にはないが、一部が観賞用に栽培されている。

## 特徴
さほど大きくならない植物で、草丈は10～35cm程度。根茎は短く、斜めに立つ。栄養葉と胞子葉の第1次的な構造は葉の先端の部分で、葉柄の先端から放射状に伸び、それらが葉身を構成する。放射状の小葉の形は細長く、長さが幅の10倍以上ある。胞子嚢群は小羽片の縁沿いの内側よりにあって線状、その縁沿いに膜状の苞膜を持つ。

## 分布と生育環境
旧世界の熱帯域、アフリカとアジア、およびマダカスカル、モーリシャスなどの島嶼の熱帯から亜熱帯域の標高の高い山地帯に生育するもので、耐乾性植物であり、乾いた岩地、岩の裂け目や斜面などに生育している。

## 分類
本属はその特異な形態から単独で独自の科 Actiniopteridaceae を立てる説もあったが、より多くの研究者は本属をイノモトソウ科、あるいはホウライシダ科に含める立場を取った。現時点では本属はイノモトソウ科のPteridoideaeに属するもので、以下の6種が知られる（分布を付記）。
- Actinopteris
  - A. australis (南アフリカ、東アフリカ、南西アジア、南アジア)
  - A. dimorpha (サハラ南部、東アフリカ、南アフリカ、西アフリカ、東南アフリカ)
  - A. kornasii (アフリカ、サハラ南部)
  - A. pauciloba (南西アフリカ、南アフリカ、東アフリカ、サハラ南部)
  - A. radiata (南アジア、中近東、アフリカ北東部、東アフリカ、サハラ南部、南アフリカ、南西アフリカ)
  - A. semiflabellta (北東アフリカ、東アフリカ、南アフリカ、サハラ南部、西アフリカ、南西アジア、中東、南アジア)

Sànchez-Baragaldo(2004)によると、分子系統による結果として、本属の A. australis とタチシノブ Onychium japonicum が単系統をなすとしている。

## 利害
本属のタイプ種である A. radiata は原産地の1つであるインドにおいて伝統医療で薬草として使用されてきたもので、多数の薬効成分が含まれていることが知られており、その研究が行われている。
他に A. australis が日本で観葉植物として出回っている。